# Bentley Bentayga
Bentley Bentayga je super-luksuzni SUV s prednjim pogonom i pogonom na sva četiri kotača, koji proizvodi britanski proizvođač automobila Bentley.

## Razvoj

### Bentley EXP 9 F
Bentleyjev prvi proizvodeni SUV prvi je put predstavljen kao konceptni automobil Bentley EXP 9 F na Salonu automobila u Ženevi 2012. godine. Konceptni automobil temelji se na platformi Volkswagen grupe, a pokreće ga 6-litarski W12 motor snage 600 KS. Proizvodna verzija je najavljena u srpnju 2013. Dizajn Bentley EXP-a 9 F naišao je na razne kontroverze i dobio je različita mišljenja od automobilskih novinara. Nakon nekih kritika zbog dizajna EXP-a 9, Bentley je najavio da će promijeniti stil za proizvodnu verziju SUV-a, Bentayge.

### Razvoj Bentayge
Početni dizajn EXP-a 9 F redizajniran je kako bi postigao "tradicionalnije SUV razmjere i manje retro površine". Gotovo četiri godine nakon predstavljanja koncepta Bentley EXP 9 F, započela je proizvodnja Bentayge u tvornici Bentleya u Creweu u Engleskoj. 
Bentley je službeno predstavio ime "Bentayga" u siječnju 2015. Ime je inspirirano hrapavim vrhom Roque Bentayga na Gran Canarii, subtropskom Kanarskom otoku. Bentley je također crpio inspiraciju iz Taige, najveće svjetske transkontinentalne snježne šume, a sastoji se od prva četiri slova Bentleya i izmijenjenog pravopisa Tajge. Bentayga također znači "imatiinteres" na svahiliju.

## Motori

### W12 6.0L twin turbo
Bentayga je prvi Bentleyjev automobil koji koristi novi twin-turbo W12 motor. U početku, W12 je bila jedina opcija motora za Bentaygu, sposoban raditi sa 6 cilindara dok bi ostalih 6 radilo uprazno ako je bilo potrebno. Bentayga sa 6.0L twin turbo motorom može ubrzati 0–100 km/h (0–62 mph) za 4,1 sekundu i razviti najveću brzinu od 301 km/h (187 mph).

### V8 4.0L twin turbo
Bentayga V8 postala je dostupna 2018. godine, s naglaskom na "moć, luksuz, upotrebljivost i sportski stil". Bentayga s 4.0L twin-turbo motorom ima ubrzanje od 0–100 km/h (0–62 mph) od 4,4 sekunde i razvija najveću brzinu od 290 km/h (180 mph).

### V6 3.0L turbo hibrid
Bentley je službeno potvrdio da će Bentayga biti prvi proizvodni hibrid tvrtke. Imat će benzinski motor s nekoliko elektromotora i litij-ionsku bateriju koja bi trebala isporučiti oko 31 milju električnog raspona. Kao i predstavljeni konceptni automobili Bentley Mulsanne Hybrid, kao i konceptom Bentley EXP 10 Speed Six, Bentayga Hybrid vjerojatno će imati bakrene akcente i trimove duž furnira u unutrašnjosti i na vanjskoj strani vozila, kao i bakrene kontraste šavova u unutrašnjosti.

### V8 4.0L twin turbo diesel
U veljači 2017. godine Bentayga je dobila dodatni pogon: diesel V8 izveden od Audijevog V8 motora. Dizelski V8 motor je Bentleyjev prvi dizelski motor, a Bentayga će vjerojatno biti jedini Bentley koji se nudi s dizelskim pogonom. Bentayga diesel je prepoznatljiv opcionalnom značkom na prednjem dijelu i trapezoidnim četverokutnim ispušnim cijevima. Bentayga s V8 4.0L twin-turbo diesel motorom može ubrzati 0–100 km/h (0–62 mph) za 4,6 sekundi i razvija najveću brzinu od 270 km/h (168 mph).

## Proizvodnja
Proizvodnja je prvotno predviđena u Volkswagen tvornici u Bratislavi u Slovačkoj, u kojoj se proizvode svi ostali modeli temeljeni na istoj platformi kao i Bentayga. Kasnije je postignut dogovor s britanskom vladom da se model proizvodi u tvornici Crewe. Bentley je uložio 800 milijuna funti u novi objekt u Creweu i zaposlio 1.000 novih zaposlenika kako bi zadovoljio potražnju za 3.000 do 4.000 SUV-ova godišnje.
Iako je proizvodnja Bentayge preseljena u Crewe, u početku je proizvodnja karoserija Bentayge ostala u tvornici u Bratislavi. Proizvodnja karoserija je krajem 2016. prešla u Volkswagenovu tvornicu Zwickau-Mosel.
608 automobila "First edition" proizvedeno je nakon uvođenja Bentayge, od čega je 75 izdvojeno za prodaju na američkom tržištu.
Bentleyevo je prvobitno predviđanje za 2016. bilo da će se prodati 3.500 Bentaygi. Kada se cjelokupni obujam proizvodnje za godinu prodao unaprijed, proizvodnja je povećana i prodano je 5.586 automobila. Dodatnih 1500 automobila kupci su unaprijed rezervirali. Bentayga je imao zaostatak u narudžbi koji se protezao u 2017.,a na nekim tržištima Bentayga je rasprodana u sljedeće dvije godine.
Bentayga, unatoč visokoj cijeni, bio je prodajni uspjeh za Bentley u 2016. i Bentleyjev najpopularniji model.
U studenom 2016. Bentley je izdao opoziv za 378 automobila zbog loše osiguranih sjedala prilikom proizvodnje.